# 매시 (영화)
매시(MASH)는 1970년 개봉한 미국의 블랙 코미디, 전쟁 영화이다. 6.25 전쟁을 배경으로 한 작품이다.

## 줄거리
1951년, 한국에 주둔한 4077 이동외과병원(MASH)에 두 명의 새로운 외과 의사인 "호크아이" 피어스와 "듀크" 포레스트가 훔친 지프를 타고 도착한다. 그들은 제멋대로이고, 바람둥이며, 장난꾸러기이지만 곧 뛰어난 전투 외과 의사임을 증명한다. 이미 병원에 주둔하고 있는 다른 등장인물로는 서투른 지휘관 헨리 블레이크, 그의 유능한 비서실장 레이더 오라일리, 치과 의사 월터 "페인리스 폴" 월도스키, 거만하고 무능한 외과 의사 프랭크 번스, 그리고 사려 깊은 군목 멀카히 신부가 있다.
"군대에서 가장 장비가 잘 갖춰진 치과 의사"이자 "디트로이트의 치과 돈 후안"으로 묘사되는 페인리스는 발기부전으로 우울해하며 자신이 동성애자가 되었다고 믿고 자살할 의사를 밝힌다. 늪지인들은 그가 그 행위를 실행하는 것을 돕기로 동의하고, 레오나르도 다 빈치의 최후의 만찬을 연상시키는 잔치를 열고, 멀카히 신부가 페인리스에게 사죄와 성찬을 베풀게 하며, 그에게 "검은 캡슐"(실제로는 수면제)을 제공하여 그의 길을 재촉한다. 호크아이는 남편에게 충실했고 전역을 위해 미국으로 전근되는 아름다운 "디시" 슈나이더 중위를 설득하여 페인리스와 밤을 보내고 그의 "잠재된 동성애"에 대한 걱정을 덜어준다. 다음 날 아침, 페인리스는 평소처럼 쾌활했고, 웃는 디시는 헬리콥터를 타고 고향으로 가는 여정을 시작하기 위해 캠프를 떠난다.
호크아이와 트래퍼는 국회의원의 아들을 수술하고 골프도 칠 수 있기를 바라며 임시 근무로 일본에 파견된다. 그들이 나중에 현지 유아에게 무단 수술을 감행하자, 육군 자원을 오용한 혐의로 병원 사령관으로부터 징계를 받는다. 트래퍼는 마취 가스를 사용하여 사령관을 진정시킨다. 매춘부와 함께 침대에서 깨어나는 사령관의 연출된 사진을 사용하여 그를 협박하여 입을 다물게 한다.
캠프로 돌아온 후, 블레이크와 해먼드 장군은 4077 부대와 325 후송 병원 사이에 미식축구 경기를 조직하고 그 결과에 수천 달러를 건다. 호크아이의 제안에 따라 블레이크는 특정 신경외과 의사인 올리버 하몬 "스피어척" 존스 박사를 4077 부대로 전출 신청하는데, 그는 샌프란시스코 포티나이너스의 전직 프로 미식축구 선수였다. 호크아이는 또한 블레이크가 돈의 절반을 선불로 걸고 전반전에는 존스를 출전시키지 말라고 제안한다. 325 부대는 반복적으로 쉽게 점수를 얻고, 4077 부대가 그들의 스타 선수 중 한 명에게 약을 먹여 무력화시킨 후에도 마찬가지였다. 해먼드는 자신감 있게 높은 배당률을 제시했고, 블레이크는 남은 돈을 모두 건다. 존스는 후반전에 출전하고 경기는 빠르게 난투극으로 변하며, 4077 부대는 325 부대의 두 번째 링어를 퇴장시키고 마지막 속임수 플레이로 승리한다.
미식축구 경기 직후, 호크아이와 듀크는 전역 명령을 받고 자신들이 도착할 때 타고 온 훔친 지프를 타고 집으로 가는 여정을 시작한다.

## 출연

### 주연
- 도날드 서덜랜드
- 엘리어트 굴드

### 조연
- 톰 스커릿
- 샐리 켈러먼
- 로버트 듀발
- 로저 보웬
- 린 어벌조노이스
- 데이비드 아킨
- 조 앤 플러그
- 게리 버도프
- 프레드 윌리암슨
- 마이클 머피
- 인더스 아서
- 켄 프리머스
- 바비 트루프
- 티모시 브라운
- 존 셕
- 칼 고티렙
- G. 우드
- 버드 코트
- 대니 골드먼
- 코리 피셔
- 스티븐 알트먼
- 크레이그 추디
- 캐스린 코르델
- 벤 데이비슨
- 제임스 B. 더글러스
- 존 후지오카
- 벅 홀랜드
- 데일 이시모토
- 마크 존스
- 조 캡
- 테드 나이트
- 하비 레빈
- 위버 레비
- 존 린톤
- 마빈 밀러
- 존 마이어스
- 로이드 넬슨
- 사이토 마사미
- 사만다 스콧
- 론 스테인
- 다이안 털리 트래비스
- 자니 유니타스
- 살 비스쿠소
- 그렉 월커

## 기타
- 협력프로듀서: 리온 에릭슨
- 세트: 스튜어트 A. 레이스
- 세트: 월터 M. 스콧